# Laguna Brava (Argentina)
Laguna Brava es una localidad de la provincia argentina de Corrientes, ubicada en el departamento Capital, en el extremo noroeste de la provincia. Dista a 13 kilómetros de la Ciudad de Corrientes.
La localidad forma parte del municipio de Corrientes.

## Toponimia
El área urbana toma el nombre del lago próximo a ella, al lado norte de la ruta 5: Laguna Brava.
Este municipio y área urbana cuenta con 48 manzanas cuadradas, o también llamadas cuadras, a principios del año 2015; las cuales forman calles de tierra, perpendiculares entre sí. La forma de la localidad es de una "bota" en forma invertida y con la "punta" apuntando hacia el oeste.

## Población
Cuenta con 3 314 habitantes (Indec, 2010), lo que representa un incremento del 9,5% frente a los 3 025 habitantes (Indec, 2001) del censo anterior. Oficialmente el INDEC no la considera parte del Gran Corrientes, aunque es considerada parte del mismo por otros entes oficiales.

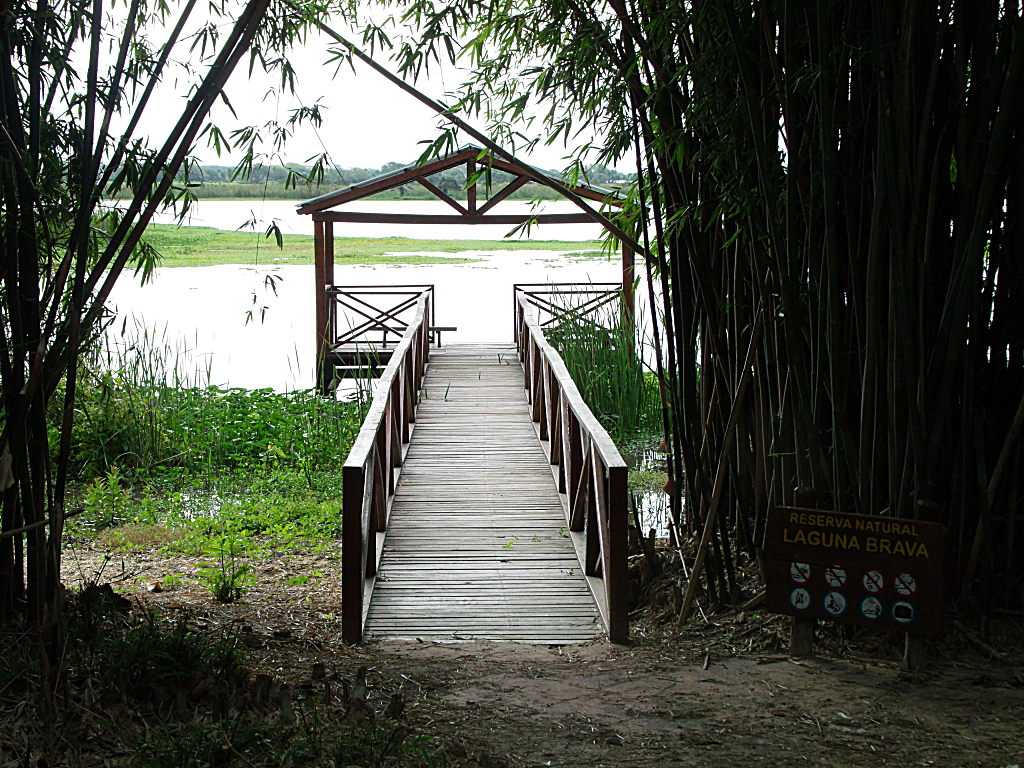
Pasarela al estero de la Reserva Natural Laguna Brava

| Gráfica de evolución demográfica de Laguna Brava entre 1991 y 2010 |
|                                                                    |
| Fuente: Censos nacionales del INDEC                                |

## Organización
Administrativamente depende de la ciudad capital de Corrientes, de la cual dependen sus servicios e infraestructura. Composición:
- Escuela Primaria para Adolescentes y Adultos
- Colegio SecundarioEjemplar de Yacaré, que puede ser localizado en la Reserva Natural
- Centro de Salud CAPS
- Plaza pública

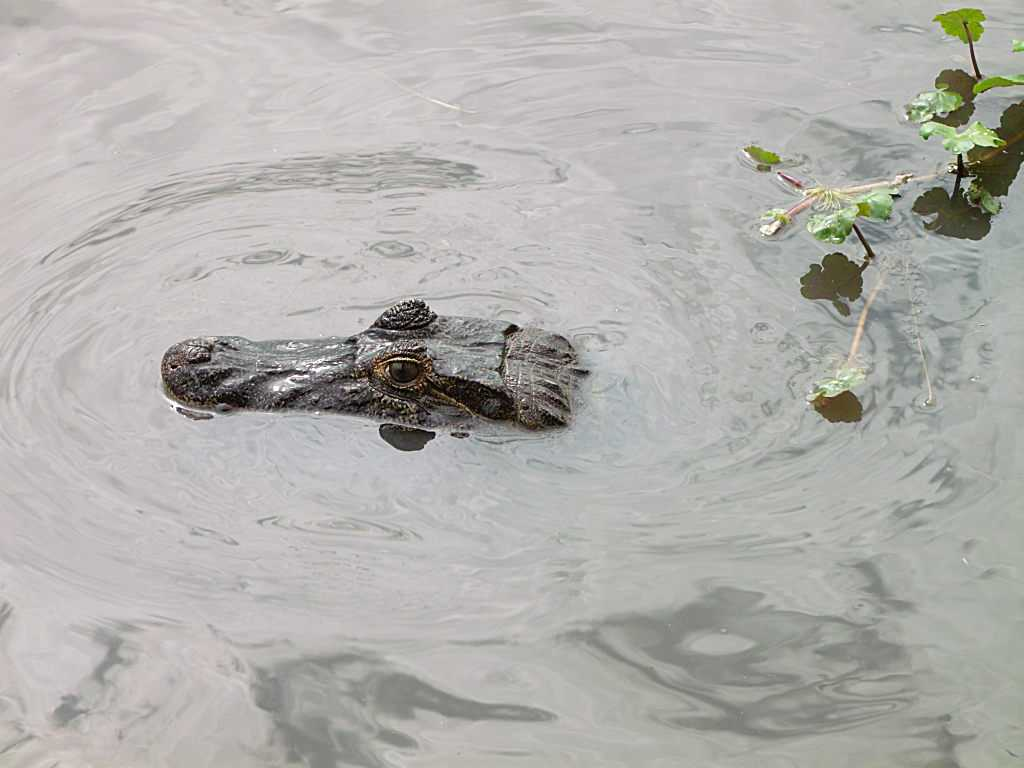
Ejemplar de Yacaré, que puede ser localizado en la Reserva Natural

- Comisaría (que también cumple la función de Policía Caminera, ubicada sobre la ruta provincial 5)
- Reserva natural de la biósfera Laguna Brava[2]

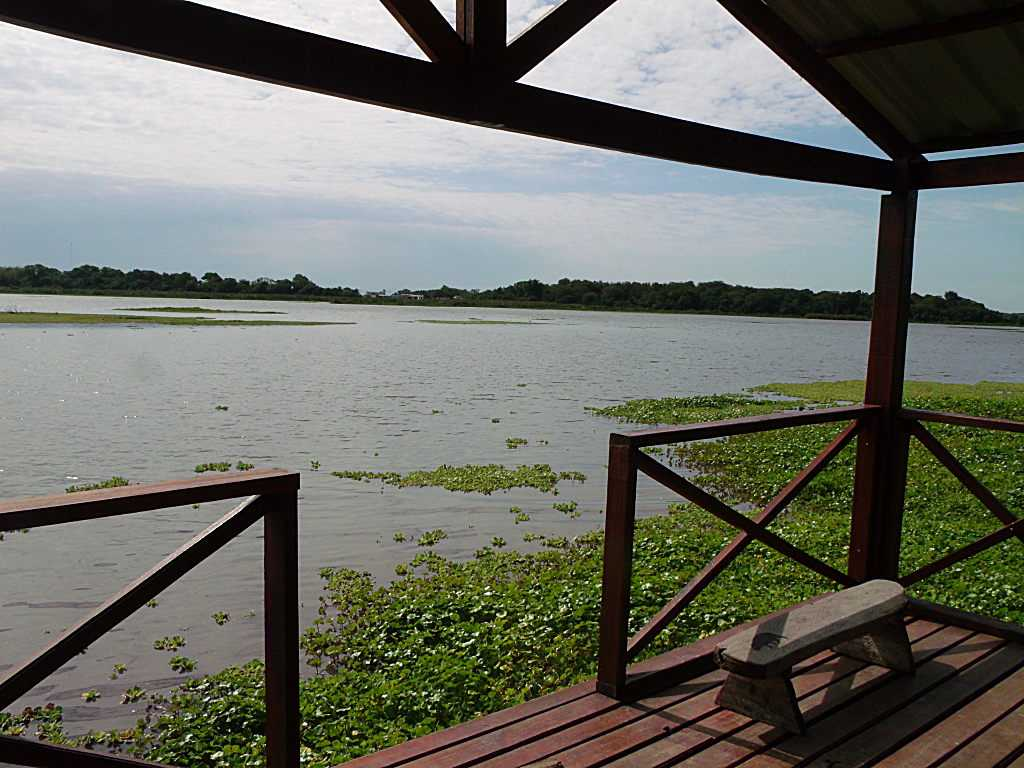
Vista al estero de Laguna Brava, espejo de agua ubicado en la Reserva Natural

- CementerioVista al estero de Laguna Brava, espejo de agua ubicado en la Reserva Natural
- Iglesia
- Complejo polideportivo

## Sitios de interés
La localidad cuenta con una Reserva Natural de Biósfera, ubicada a 3 kilómetros al este del poblado. 

## Vías de acceso
La principal vía de acceso es la ruta provincial 5, que la comunica por pavimento al este con San Luis del Palmar y al oeste con la ciudad de Corrientes. Además está atravesada por la ruta provincial 99, que inicia en la ruta 5 y se dirige al sur, conectando con Cañada Quiroz, el Puente Pexoa, San Cayetano y Riachuelo.

## Parroquias de la Iglesia católica en Laguna Brava
| Arquidiócesis | Corrientes              |
| ------------- | ----------------------- |
| Parroquia     | Nuestra Señora de Itatí |